# Niues flagga
Niues flagga antogs 1975. Den består av Storbritanniens unionsflagga utsmyckad med fem stjärnor i övre vänstra hörnet på en i övrigt gul flagga.